# Trận P'ungto
Trận Phong Đảo (tiếng Nhật: 豊島沖海戦) ("Phong Đảo xung hải chiến") là trận hải chiến đầu tiên trong Chiến tranh Trung-Nhật lần thứ nhất. Nó diễn ra ngoài khơi Asan vào ngày 25 tháng 7 1894, Chungcheongnam-do Triều Tiên giữa tuần dương hạm của Hải quân Đế quốc Nhật Bản của chính phủ Meiji Nhật Bản và đối thủ là Hạm đội Bắc Dương của nhà Thanh Trung Quốc.

## Bối cảnh
Cả nhà Thanh và Nhật Bản đều can thiệp vào Triều Tiên chống lại cuộc khởi nghĩa nông dân Donghak. Trong khi Trung Quốc cố duy trì mối quan hệ bá chủ của mình với Triều tiên, Nhật Bản muốn biến Triều Tiên thành thuộc địa của chính mình. Cả hai nước đều đã gửi quân đến Triều Tiên theo yêu cầu của các phái khác nhau trong triều đình Triều Tiên. Quân đội Trung Quốc, đóng quân tại Asan, phía Nam Seoul, có khoảng 3.000 vào đầu tháng 7, chỉ được tiếp tế bằng đường biển qua vịnh Asan (Asan-Man). Điều này thể hiện tình thế rất giống với khi bắt đầu chiến dịch Yorktown trong cuộc Cách mạng Mỹ.
Kế hoạch của người Nhật là chặn con đường trên vịnh Asan, trong khi bộ binh đổ bộ lên bờ bao vây quân đội Trung Quốc tại Asan trước khi quân cứu viện Trung Quốc kịp tới bằng đường biển.
Một số người trong số các chỉ huy của Hạm đội Bắc Dương nhận thức được tình thế nguy hiểm và đã chủ trương vừa rút quân lên phía Bắc đến Bình Nhưỡng (thuyền thưởng của tuần dương hạm Tsi-yuan, Fang Boqian là một trong số đó), hay đưa toàn bộ Hạm đội Bắc Dương đến biển Nam ở Inchon để ngăn chặn ý tưởng của người Nhật. Tuy vậy, các lãnh đạo nhà Thanh bị chia rẽ giữa khuynh hướng cơ bản của Tư lệnh Quân Bắc Dương Lý Hồng Chương phải bảo vệ hạm đội của mình khỏi nguy hiểm và yêu cầu của Hoàng đế Quang Thuận về một thế đứng mạnh honw. Theo thỏa thuận, đội quân tại Asan sẽ được tiếp viện bằng đội hộ tống bằng thuyền vẫn thả neo trên vùng nước Triều Tiên. Sự tĩnh lặng trước cuộc chiến làm các lãnh đạo Trung Quốc mờ mắt.

## Trận đánh
Theo ghi chép của Nhật Bản, vào 7 giờ sáng ngày 25 tháng 7 năm 1894, Tuần dương hạm Nhật Bản Yoshino, Tuần dương hạm Nhật Bản Naniwa và Tuần dương hạm Nhật Bản Akitsushima, vốn đang tuần tra trên Hoàng Hải ngoài khơi Asan, Chungcheongnam-do, Triều Tiên,chạm trán tuần dương hạm Trung Quốc Tế Viễn (済遠) và pháo hạm Quảng Ất (広乙). Những con tàu này đang đi ra khỏi Asan để gặp một pháo hạm Trung Quốc khác, chiếc Thao Giang (操江), vốn đang hộ tống một tàu vận tải đến Asan. Hai tàu Trung Quốc không đáp lại lời chào của tàu Nhật Bản theo quy tắc hàng hải quốc tế, và khi tàu Nhật Bản quay xuống phía Tây Nam, tàu Trung Quốc nổ súng.
Theo ghi chép về phía Trung Quốc, tuần dương hạm Tế Viễn và tàu phóng ngư lôi Quảng Ất, ở cảng Asan từ ngày 23 tháng 7, rời đi vào ngày 25 tháng 7 và trên đường gặp tàu vận tải Cao Thăng (高陞) và tàu tiếp tế "Thao Giang" trên đường từ Thiên Tân. Vào lúc 7:45 sáng, gần Phong Đảo, một hòn đảo nằm gần cả hai luồng ra khỏi Asan-Man (vịnh Asan),
Trên vùng nước Triều Tiên, tàu Trung Quốc bị pháo kích bởi ba tuần dương hạm Nhật Bản Akitsushima, Naniwa, và Yoshino. Tàu Trung Quốc đáp trả vào 7:52 sáng.
Sau khi nổ súng hơn một giờ, tàu Tế Viễn rời khỏi trận địa và tẩu thoát; tuy vậy, chiếc Quảng Ất mắc vào đá, và thùng thuốc súng phát nổ. Cùng lúc đó, chiếc Thao Giang và tàu vận tải Cao Thăng, treo cờ Đảo Anh trở 1.200 lính Trung Quốc và hàng tiếp tế, không may xuất hiện đúng vào trận đánh.
Chiếc Thao Giang nhanh chóng bị bắt giữ, và chiếc Cao Thăng bị ra lệnh đi theo tuần dương hạm Nhật Bản Naniwa đến hạm đội chính Nhật Bản. Tuy vậy, lính Trung Quốc trên tàu nổi loạn, đe dọa giết thuyền trưởng người Anh, Galsworthy, trừ khi ông đưa họ về Trung Quốc. Sau 4 giờ đồng hồ đàm phán, khi lính Trung Quốc sao lãng trong giây lát, Galsworthy và thủy thủ đoàn nhảy lên boong và cố bơi đến tàu Naniwa, nhưng bị quân Trung Quốc bắn hạ. Phần lớn thủy thủ bị giết, nhưng Galsworthy và hai thủy thủ khác được người Nhật cứu sống. Tàu Naniwa nổ súng vào tàu Cao Thăng, đánh chìm nó và giết những người trên tàu. Một số người trên boong (bao gồm cố vấn quân sự Đức Thiếu tá von Hanneken) thoát được nhờ bơi vào bờ.
Thương vong của Trung Quốc ước tính khoảng 1.100, bao gồm 800 lính từ riêng tàu vận tải Cao Thăng, quân Nhật không mất người nào.

## Sau trận đánh
Trận đánh này có ảnh hưởng trực tiếp với chiến trận trên đất liền. Đội quân cứu viện cả ngàn người trên tàu Cao Thăng và tiếp tế quân sự không thể đến Asan. Và đội quân vừa ít hơn vừa bị cô lập tại Asan bị tấn công và đánh bại trong trận Seonghwan 4 ngày sau đó. Việc tuyên chiến chính thức được thực hiện sau trận Seonghwan.
Tàu Naniwa dưới sự chỉ huy của Đại tá Hải quân (sau này là Đô đốc) Togo Heihachiro. Vụ chìm tàu Cao Thăng gần như gây ra một trục trặc ngoại giao giữa Nhật Bản và Đảo Anh, nhưng Cơ quan tư pháp Anh cho rằng hành động này là phù hợp với Luật pháp Quốc tế theo việc đối xử với người nổi loạn.
Vụ chìm tàu này cũng được triều đình Trung Quốc trích dẫn đặc biệt như là một "hành động xảo trá" của người Nhật trong lời tuyên chiến với Nhật Bản.